# Serbischer Reisepass

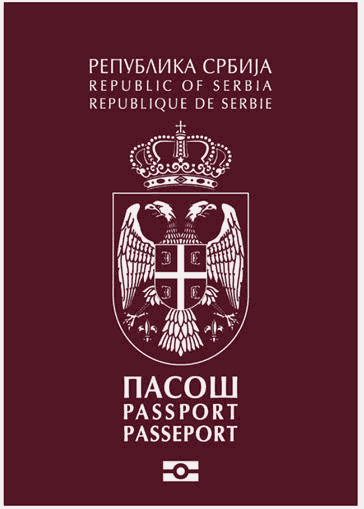
Die aktuelle Version vom serbischen biometrischen Reisepass

Ein serbischer Reisepass (serbisch Пасош pasoš) wird serbischen Staatsangehörigen jeden Alters ausgestellt und stellt das wichtigste Dokument des internationalen Reiseverkehrs dar. Der Pass wird durch das serbische Innenministerium ausgestellt, falls sich der Bürger im Ausland aufhält, wird er von der jeweiligen Botschaft bzw. von dortigen Konsulaten ausgestellt.
Das serbische Innenministerium begann am 7. Juli 2008 mit der Ausgabe von biometrischen Reisepässen.

## Aussehen

### Design
Die aktuellen Pässe werden in Übereinstimmung mit dem Gesetz über Reisedokumente aus dem Jahr 2007 herausgegeben.
Serbische Pässe haben einen bordeauxroten Bezug, im Einklang mit dem EU-Standard verfügt der Pass über zwei Inschriften in goldenen Buchstaben: РЕПУБЛИКА СРБИЈА ‚Republik Serbien‘, an der Spitze ПАСОШ ‚Pass‘, auf der Unterseite durch das Wappen geteilt. Es befindet sich ein RFID-Chip im Inneren des Dokuments an der Unterseite des Deckblatts. Die Innenseite zeigt das serbische Wappen in marineblauer Farbe, während die erste Seite den Namen des Landes und das Wort „Pass“ in drei Sprachen – Serbisch (kyrillische Schrift), englisch und französisch – enthält. Die Umschlagseite enthält Informationen über konsularische Hilfe in den drei Sprachen.

### Personaldatenkarte

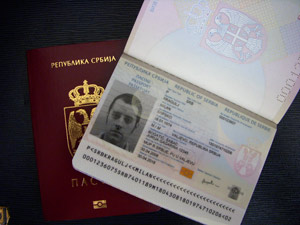
Personaldatenkarte

Der serbische Pass enthält folgende Daten:
1. Foto des Passinhabers (links)
2. Typ („P“ für Pass)
3. Landeskennung („SRB“)
4. Seriennummer des Passes
5. Name des Passinhabers
6. Nationalität (Srpsko ‚serbisch‘)
7. Geburtsdatum (TT.MM.JJJJ)
8. Nationale Kennnummer des Bürgers (JMBG: Jedinstveni matični broj građana)
9. Geschlecht
10. Geburtsort
11. Wohnort
12. Ausstellende Behörde (z. B. MUP Srbije PU Požarevac ‚Innenministerium Serbien Verwaltungskreis Požarevac‘)
13. Ausstellungsdatum (TT.MM.JJJJ)
14. Gültigkeitsdauer (TT.MM.JJJJ)
15. Unterschrift und Foto des Inhabers

Die Personaldatenkarte endet mit der maschinenlesbaren Zone (MRZ). Die Zischlaute (š, č, ć, ž, đ) werden ausgeschrieben (s, c, z, d). Weitere Sonderzeichen werden nach den Vorgaben der ICAO (Internationale Zivilluftfahrtorganisation) umgesetzt. In der Infokarte befindet sich auch der RFID-Chip.

### Sprachen
Die Personaldatenkarte ist in Serbisch (kyrillische Schrift), Englisch und Französisch gedruckt, während die persönlichen Daten in Serbisch (lateinische Schrift) angegeben sind.

### Umfang und Layout
Der Pass enthält weitere 32 Seiten, beispielsweise für Visa und Grenzübergangsstempel. Sie verfügen über eine Reihe von hellen Farben – überwiegend Rot, Grün, Gelb und Blau – sowie das serbische Wappen jeweils in der Seitenmitte. Sie sind im unteren Bereich perforiert mit der fortlaufenden Seriennummer des Passes und haben Wasserzeichen mit den jeweiligen Seitenzahlen.

## Reisepass-Arten
Es gibt folgende Arten von serbischen Reisepässen:
- Der normale Reisepass, der für alle Bürger ausgestellt wird, ist
  - 10 Jahre gültig oder 5 Jahre gültig, wenn die Person zwischen 3 und 14 Jahren alt ist und 3 Jahre gültig für Kleinkinder unter 3 Jahren.
  - Die maximale Bearbeitungszeit beträgt 30 Tage bei einfacher Anwendungen und 48 Stunden für dringende Anwendungen. Die Bearbeitungsgebühr ist 3600 RSD (rund 30 Euro).[4]
- Ein Diplomatenpass wird durch das Serbische Ministerium für Auswärtige Angelegenheiten an Diplomaten, hochrangige Beamte, Mitglieder des Parlaments und reisenden Personen von staatlichen Unternehmen, sowie deren unmittelbare Familienmitglieder.
  - Die Gültigkeitsdauer wird durch die Funktion bestimmt – Diplomaten und Beamten wird der Pass so lange ausgestellt, wie sie mit ihrem Mandat im Amt sind.
- Ein Beamtenpass ist in allen Aspekten identisch mit dem Diplomatenpass, allerdings fehlen die Vorrechte der diplomatischen Immunität. Er wird für mittlere und Rechts-Beamte ausgestellt sowie nicht-diplomatisches Personal der Botschaften und Konsulate.
- Bei Verlust des Reisepasses im Ausland wird ein Notfall-Reisedokument durch das Konsulat oder die Botschaft ausgestellt, um in das Land wieder einreisen zu können.

## Kosovo
Die Bewohner des Kosovo haben das Recht, einen serbischen Reisepass zu beantragen. Dieser wird durch die serbische Koordinationsdirektion ausgestellt. Bewohner des Kosovo, die im Ausland leben, erhalten den serbischen Pass bei der jeweiligen serbischen Botschaft bzw. bei den Konsulaten. Serbien erkennt die Gültigkeit von kosovarischen Reisepapieren nicht an. Um die Umgehung der Visapflicht für Kosovaren der EU zu unterbinden, waren Inhaber von Pässen, die von der Koordinationsdirektion ausgestellt wurden, von der visafreien Einreise in den Schengenraum ausgeschlossen.